# Naturalistische Methode
Naturalistische Methoden in der Psychologie sollen das Verhalten im Alltag (Lebenswelt) im Gegensatz zum Laborexperiment und zum psychologischen Test erfassen, d. h. „natürliches“ Verhalten in „natürlichen“ Situationen. Natürlichkeit ist ein mehrdeutiger Begriff: Mit Jean-Luc Patry ist zwischen natürlichem Verhalten aus dem Repertoire des Individuums, dem natürlichen Kontext und der natürlichen Bedingungsänderung zu unterscheiden und dem Wissen der Untersuchten, dass eine Untersuchung stattfindet, wobei ihnen eventuell sogar die Untersuchungshypothesen bekannt sind. Von den wenigen nichtreaktiven Messverfahren abgesehen, haben jedoch ambulantes Assessment, Feldexperiment, Feldforschung, Feldstudie mehr oder minder ausgeprägte Rückwirkungen auf die Beteiligten (siehe psychologische Reaktivität), zumal diese grundsätzlich eine informierte Einwilligung zur Untersuchung geben müssen und vorher über die zugrunde liegende Fragestellung informiert werden sollten. Außerdem werden die Teilnehmer ohnehin eigene Erwartungen und auch eigene Hypothesen ausbilden. Die „naturalistischen“ Methoden können folglich nur als „quasi-naturalistisch“ gelten. 